# Віталій Люкс
Віталій Люкс (кирг. Виталий Люкс, нім. Vitalij Lux, нар. 27 лютого 1989, Кара-Балта) — киргизький та німецький футболіст, нападник клубу «Ульм 1846» та національної збірної Киргизстану.

## Клубна кар'єра
Народився у місті Кара-Балта, СРСР (нині — Киргизстан). У шестирічному віці переїхав з батьками в Німеччину. Там і розпочав займатись у баварському аматорському клубі «Вайсенгорн». На дорослому рівні починав грати у регіональних командах «Таннгаузен», «Іллертіссен» та «Карл Цейс».
З 2015 року захищав кольори дублюючої команди «Нюрнберг», виступаючи у Регіоналлізі, четвертом за рівнем дивізіоні країни. Під час зимової перерви 2015/16 перейшов в інший клуб з цього дивізіону, «Унтергахінг». З цим клубом у сезоні 2016/17 зайняв перше місце і вийшов до Третьої ліги. Там він дебютував у професійному футболі, замінивши Томаса Штейнгера в матчі проти клубу «Вердера II» (0:3) 22 липня 2017 року, в першому турі сезону 2017/18 у Третій лізі. Загалом у першому сезоні він зіграв лише у 10 матчах чемпіонату, так і не ставши основним гравцем команди. Через це по закінченню сезону контракт не було продовжено, після чого він знову повернувся до Регіоналліги, ставши гравцем клубу «Ульм 1846». Станом на 16 січня 2019 року відіграв за клуб з Ульма 19 матчів в національному чемпіонаті.

## Виступи за збірну
11 червня 2015 року дебютував в офіційних іграх у складі національної збірної Киргизстану в матчі відбору на чемпіонат світу 2018 року проти збірної Бангладеш (3:1).
У складі збірної був учасником кубка Азії з футболу 2019 року в ОАЕ. На турнірі, 16 січня 2019 року в грі з Філіппінами (3:1) на груповому етапі став автором першого хет-трику в історії збірної Киргизії. Ця перемога дозволила команді вийти в плей-оф турніру.
| Дата       | Місто         | Господарі  | Результат | Гості          | Турнір                     | Голи | Примітки |
| ---------- | ------------- | ---------- | --------- | -------------- | -------------------------- | ---- | -------- |
| 07-01-2019 | Аль-Айн       | КНР        | 2 – 1     | Киргизстан     | Кубок Азії 2019 - 1-й етап | -    | 88'      |
| 11-01-2019 | Аль-Айн       | Киргизстан | 0 – 1     | Південна Корея | Кубок Азії 2019 - 1-й етап | -    | 69'      |
| 16-01-2019 | Дубай (місто) | Киргизстан | 3 – 1     | Філіппіни      | Кубок Азії 2019 - 1-й етап | 3    |          |
| Усього     |               | Матчів     | 3         |                | Голів                      | 3    |          |